# .an
.an — национальный домен верхнего уровня для Нидерландских Антильских островов. В настоящее время не используется и имеет статус удалённого, в связи с роспуском Нидерландских Антильских Островов в 2010 году.
Домен администрировался Государственным Университетом Нидерландских Антильских островов.
По состоянию на 2010 год существовало всего около 800 регистраций в зоне .an, часть которых непосредственно в домене .an, а часть на третьем уровне, например, google.com.an, youtube.com.an, yahoo.com.an, visa.com.an.
31 июля 2015 года домен был удалён.